# 森谷周一
森谷 周一（もりたに しゅういち、1987年9月16日 - ）は、日本の経営学者。兵庫県出身。経営戦略論、中でもミドルマネジメントや職能別戦略といった人的資源管理に関する戦略論が主な研究分野である。関西学院大学商学部准教授。深山明の門下生。
学生時代は日本トップクラスのアメリカンフットボール部である関西学院大学ファイターズに所属し、トレーナーを務めた。好きな好きなプロ野球球団はオリックス・バファローズ。マヨネーズがあまり好きではない。

## 経歴
- 2006年4月　関西学院大学商学部入学。
- 2010年3月　関西学院大学商学部卒業。
- 2012年3月　関西学院大学 大学院商学研究科博士課程前期課程修了。
- 2015年9月　関西学院大学 大学院商学研究科博士課程後期課程修了。関西学院大学より商学博士の学位を授与される。
- 2015年12月　スペインのバレンシア大学に、共同研究のため1年間客員研究員として留学。
- 2017年4月　関西学院大学商学部助教。
- 2021年4月　関西学院大学商学部准教授。

## 関西学院大学ファイターズでの活躍
ファイターズでは、部活動でたゆまぬ努力を続け、且つ学業でも優秀な成績を修めるという、文武両道を実践した者に大月杯という賞を贈呈している。

森谷はファイターズのトレーナーを務める一方で、大学４年次に商学部内で３位という好成績を修めたため、これを受賞した。

トレーナーとしては、ファイターズのトレーニング目標である「安全に強く」に向かって自ら様々なアイディアを出し、確実なデータを蓄積したことで、「感動するくらいのレベルに達してくれた」と当時のコーチが語るほど、高い評価を受けていた。

## 研究活動

### 研究課題
- ミドルマネージャーによる逸脱的行動の発生メカニズム（研究期間：2019年04月 ～ 2023年03月）[3]
- 人的資本経営に適合した運用プロセスの探究：運用主体間の社会的関係が果たす役割（研究期間：2024年04月 ～ 2028年03月）[4]

### 共著
- 『人間と経営―私たちはどこへ向かうのか (経営学史叢書 第Ⅱ期 第3巻 人間性)』 「資源としての人間

―人的資源管理論の発展―」（文眞堂、2021年12月）
その他、論文が多数あり。